# Lycium cochinchinense
Lycium cochinchinense är en potatisväxtart som beskrevs av João de Loureiro. Lycium cochinchinense ingår i släktet bocktörnen, och familjen potatisväxter. Inga underarter finns listade i Catalogue of Life.